# Івачкове (станція)
Івачкове — проміжна залізнична станція 5 класу Південно-Західної залізниці, розташована неподалік села Івачків на Рівненщині, на лінії Шепетівка—Здолбунів.
Станція розташована між зупинною платформою Українка (на сході; відстань 6 км) та платформою Семилітка (на заході; відстань 3 км).
Залізницю Київ — Брест, точніше її частину Бердичів — Ковель, було прокладено 1872 року, а рух відкрився у серпні 1873 року.
Того ж року виникає «полустанок Івачків» (саме так станція показана на карті 1875 року), неподалік села з такою ж назвою (хоча саме село знаходиться дещо західніше; в ньому знаходиться платформа «Семилітка»). Пізніше почала вживатися дещо змінена назва — Івачкове замість Івачків, так само почало згодом називатися й село. 2008 року назву села було знову уточнено на Івачків, а станція зберегла старий варіант назви.
Електрифіковано станцію під час електрифікація лінії Фастів-Здолбунів 1964 року.